# Sebastian Mitterhuber
Sebastian Mitterhuber (* 11. März 1988 in Pfaffenhofen an der Ilm) ist ein deutscher Fußballspieler. Er wird hauptsächlich im zentralen oder rechten Mittelfeld eingesetzt.

## Laufbahn
Mitterhuber begann seine Karriere beim TSV Hohenwart und spielte danach in der Jugend des FC Bayern München. Im Juli 2006 wechselte er aus München zu den A-Junioren des SV Wacker Burghausen. In der Saison 2006/07 kam er auf einen Einsatz für die zweite Mannschaft des SVW in der Bayernliga.
Profi-Karriere in Burghausen und Unterhaching
Seit Beginn der Saison 2007/08 zählte Mitterhuber zum Kader der ersten Mannschaft der Salzachstädter. In seiner ersten Saison kam er auf 18 Einsätze und konnte sich mit dem SVW für die neu geschaffenen 3. Liga qualifizieren. Am ersten Spieltag der Spielzeit 2008/09 konnte er in seinem ersten Einsatz in einer Profiliga auch gleich ein Tor gegen die Stuttgarter Kickers erzielen. Insgesamt gelangen Mitterhuber 2008/09 bei 36 Einsätzen fünf Torerfolge.
Zur Saison 2009/10 wechselte Mitterhuber zum Burghauser Ligakonkurrenten SpVgg Unterhaching. Dort traf er gleich am ersten Spieltag gegen den SV Sandhausen zum 1:0 und erzielte damit das erste Saisontor seiner neuen Mannschaft. Insgesamt bestritt er in zwei Jahren für Haching 51 Spiele in der 3. Liga und schoss vier Tore. Mitterhubers Trainer in Unterhaching war zeitweise Weltmeister Klaus Augenthaler.
Unterwegs im gehobenen bayerischen Amateurfußball
Im Juli 2011 beendete Sebastian Mitterhuber seine Profilaufbahn und wechselte in den Regierungsbezirk Schwaben, zum damals sechstklassigen Landesligisten BC Aichach. Mit dem BCA gelang ihm auf Anhieb der Aufstieg in die Bayernliga Süd. Nach dem aus finanziellen Gründen erfolgten Rückzug des BC Aichach (als amtierender Bayernliga-Meister in die Kreisliga) schloss er sich im Sommer 2014 dem TSV 1896 Rain an. Mit dem Verein aus Schwaben gelang Mitterhuber 2015 der Aufstieg in die viertklassige Regionalliga Bayern. Ein Jahr später stieg Rain direkt wieder ab und Mitterhuber wechselte zum Bayernligisten FC Pipinsried, mit dem ihm in der Saison 2016/17 erneut der Aufstieg in die Regionalliga glückte.
Nach zwei Jahren in München, wo ihm mit Türkgücü-Ataspor ein weiterer Aufstieg (von der Landesliga in die Bayernliga) gelungen war, wechselte Mitterhuber zur Saison 2019/20 zu Türkspor Augsburg. Für den Verein aus der Fuggerstadt spielte er fünf Jahre durchgehend in der Bayernliga Süd, wobei er zeitweise auch als Co-Trainer fungierte. In der Saison 2024/25 lief Mitterhuber ebenfalls in der Bayernliga Süd auf: Mit dem Aufsteiger TSV Grünwald aus dem Landkreis München musste er nach verlorener Relegation allerdings umgehend wieder absteigen.
Ab der Saison 2025/26 steht Mitterhuber im Kader des oberbayerischen Landesligisten TSV Dachau 1865, auch hier fungiert er zusätzlich als Co-Trainer.